# The Secret Six
The Secret Six, in Nederland bekend onder de titel De geheimzinnige zes, is een film uit 1931 onder regie van George W. Hill. De film werd tijdens de Nederlandse filmkeuring niet toegelaten, vanwege "ruwe misdaad". Irving Thalberg zorgde er tijdens het filmen voor dat Clark Gable's rol groter werd. Nadat het filmen er op zat, kreeg Gable een contract bij Metro-Goldwyn-Mayer.

## Rolverdeling
| Acteur            | Personage                 |
| ----------------- | ------------------------- |
| Wallace Beery     | Louis 'Louie' Scorpio     |
| Lewis Stone       | Richard 'Newt' Newton     |
| Johnny Mack Brown | Hank Rogers               |
| Jean Harlow       | Anne Courtland            |
| Marjorie Rambeau  | Peaches                   |
| Paul Hurst        | Nick 'the Gouger' Mizoski |
| Clark Gable       | Carl Luckner              |
| Ralph Bellamy     | Johnny Franks             |